# Tour des Apennins 2015
La 76e édition du Tour des Apennins a eu lieu le 26 avril 2015. La course fait partie du calendrier UCI Europe Tour 2015 en catégorie 1.1.
L'épreuve a été remportée par l'Espagnol Omar Fraile (Caja Rural-Seguros RGA) une seconde devant l'Italien Stefano Pirazzi (Bardiani CSF) et deux secondes devant un groupe de cinq coureurs dans lequel un autre Italien Damiano Cunego (Nippo-Vini Fantini) prend la troisième place.

## Présentation

### Équipes
Classé en catégorie 1.1 de l'UCI Europe Tour, le Tour des Apennins est par conséquent ouvert aux WorldTeams dans la limite de 50 % des équipes participantes, aux équipes continentales professionnelles, aux équipes continentales et aux équipes nationales.
Quatorze équipes participent à ce Tour des Apennins - sept équipes continentales professionnelles, six équipes continentales et une équipe nationale :
| Équipes continentales professionnelles | Équipes continentales professionnelles | Équipes continentales professionnelles |
| Nom de l'équipe                        | Pays                                   | Code                                   |
| -------------------------------------- | -------------------------------------- | -------------------------------------- |
| Androni Giocattoli-Sidermec            | Italie                                 | AND                                    |
| Bardiani CSF                           | Italie                                 | BAR                                    |
| Caja Rural-Seguros RGA                 | Espagne                                | CJR                                    |
| Colombia                               | Colombie                               | COL                                    |
| Nippo-Vini Fantini                     | Italie                                 | NIP                                    |
| RusVelo                                | Russie                                 | RVL                                    |
| Southeast                              | Italie                                 | STH                                    |

| Équipes continentales  | Équipes continentales | Équipes continentales |
| Nom de l'équipe        | Pays                  | Code                  |
| ---------------------- | --------------------- | --------------------- |
| Amore & Vita-Selle SMP | Ukraine               | AMO                   |
| Idea 2010 ASD          | Italie                | IDE                   |
| Lokosphinx             | Russie                | LOK                   |
| MG.Kvis-Vega           | Italie                | VHS                   |
| Tirol                  | Autriche              | TIR                   |
| Unieuro Wilier         | Italie                | UNI                   |

| Équipe nationale          | Équipe nationale | Équipe nationale |
| Nom de l'équipe           | Pays             | Code             |
| ------------------------- | ---------------- | ---------------- |
| Équipe nationale d'Italie | Italie           | ITA              |

### Règlement de la course

#### Primes
Les vingt prix sont attribués suivant le barème de l'UCI,. Le total général des prix distribués est de 14 477 €.
| Position | 1er     | 2e      | 3e      | 4e    | 5e    | 6e    | 7e    | 8e    | 9e    | 10e à 20e |
| Prix     | 5 785 € | 2 895 € | 1 445 € | 715 € | 580 € | 433 € | 433 € | 287 € | 287 € | 147 €     |

## Classements

### Classement final
| Classement final | Classement final           | Classement final | Classement final            | Classement final   |
|                  | Coureur                    | Pays             | Équipe                      | Temps              |
| ---------------- | -------------------------- | ---------------- | --------------------------- | ------------------ |
| 1er              | Omar Fraile                | Espagne          | Caja Rural-Seguros RGA      | en 4 h 43 min 13 s |
| 2e               | Stefano Pirazzi            | Italie           | Bardiani CSF                | + 1 s              |
| 3e               | Damiano Cunego             | Italie           | Nippo-Vini Fantini          | + 2 s              |
| 4e               | Franco Pellizotti          | Italie           | Androni Giocattoli-Sidermec | + 2 s              |
| 5e               | Amets Txurruka             | Espagne          | Caja Rural-Seguros RGA      | + 2 s              |
| 6e               | Francesco Manuel Bongiorno | Italie           | Bardiani CSF                | + 2 s              |
| 7e               | Simone Petilli             | Italie           | Unieuro Wilier              | + 2 s              |
| 8e               | Edoardo Zardini            | Italie           | Bardiani CSF                | + 3 s              |
| 9e               | Sergey Shilov              | Russie           | Lokosphinx                  | + 1 min 9 s        |
| 10e              | Davide Gabburo             | Italie           | Équipe nationale d'Italie   | + 1 min 9 s        |
| modifier         |                            |                  |                             |                    |

### UCI Europe Tour
Ce Tour des Apennins attribue des points pour l'UCI Europe Tour 2015, par équipes seulement aux coureurs des équipes continentales professionnelles et continentales, individuellement à tous les coureurs sauf ceux faisant partie d'une équipe ayant un label WorldTeam.
| Position,          | 1er | 2e | 3e | 4e | 5e | 6e | 7e | 8e | 9e | 10e | 11e | 12e |
| Classement général | 80  | 56 | 32 | 24 | 20 | 16 | 12 | 8  | 7  | 6   | 5   | 3   |

## Liste des participants
- Liste de départ complète

| Légende | Légende                                                                    | Légende | Légende                                                    |
| ------- | -------------------------------------------------------------------------- | ------- | ---------------------------------------------------------- |
| Num     | Dossard de départ porté par le coureur sur ce Tour des Apennins            | Pos     | Position à l'arrivée de la course                          |
|         | Indique un maillot de champion national ou mondial, suivi de sa spécialité | NP      | Indique un coureur qui n'a pas pris le départ de la course |
| AB      | Indique un coureur qui n'a pas terminé la course                           | HD      | Indique un coureur qui a terminé la course hors des délais |

| Bardiani CSF BAR                      | Bardiani CSF BAR                 | Bardiani CSF BAR |
| ------------------------------------- | -------------------------------- | ---------------- |
| Num                                   | Coureur                          | Pos              |
| 1                                     | Stefano Pirazzi (ITA)            | 2e               |
| 2                                     |                                  |                  |
| 3                                     | Edoardo Zardini (ITA)            | 8e               |
| 4                                     | Francesco Manuel Bongiorno (ITA) | 6e               |
| 5                                     | Luca Sterbini (ITA)              | AB               |
| 6                                     | Simone Sterbini (ITA)            | AB               |
| 7                                     | Simone Andreetta (ITA)           | AB               |
| 8                                     | Luca Chirico (ITA)               | 25e              |
| Directeur sportif : Roberto Reverberi |                                  |                  |

| Androni Giocattoli-Sidermec AND     | Androni Giocattoli-Sidermec AND | Androni Giocattoli-Sidermec AND |
| ----------------------------------- | ------------------------------- | ------------------------------- |
| Num                                 | Coureur                         | Pos                             |
| 11                                  | Franco Pellizotti (ITA)         | 4e                              |
| 12                                  | Oscar Gatto (ITA)               | 57e                             |
| 13                                  | Marco Frapporti (ITA)           | 18e                             |
| 14                                  | Simone Stortoni (ITA)           | 12e                             |
| 15                                  | Fabio Taborre (ITA)             | AB                              |
| 16                                  | Alessio Taliani (ITA)           | 16e                             |
| 17                                  | Serghei Tvetcov (ROU)           | 35e                             |
| 18                                  | Gianfranco Zilioli (ITA)        | 15e                             |
| Directeur sportif : Giovanni Ellena |                                 |                                 |

| Colombia COL                        | Colombia COL               | Colombia COL |
| ----------------------------------- | -------------------------- | ------------ |
| Num                                 | Coureur                    | Pos          |
| 21                                  | Camilo Castiblanco (COL)   | AB           |
| 22                                  | Fabio Duarte (COL)         | 47e          |
| 23                                  |                            |              |
| 24                                  | Rodolfo Torres (COL)       | AB           |
| 25                                  | Walter Pedraza (COL)       | 13e          |
| 26                                  | Brayan Ramírez (COL)       | 52e          |
| 27                                  | Miguel Ángel Rubiano (COL) | 33e          |
| 28                                  | Cayetano Sarmiento (COL)   | AB           |
| Directeur sportif : Valerio Tebaldi |                            |              |

| Nippo-Vini Fantini NIP               | Nippo-Vini Fantini NIP     | Nippo-Vini Fantini NIP |
| ------------------------------------ | -------------------------- | ---------------------- |
| Num                                  | Coureur                    | Pos                    |
| 31                                   | Damiano Cunego (ITA)       | 3e                     |
| 32                                   | Giacomo Berlato (ITA)      | 24e                    |
| 33                                   | Alessandro Bisolti (ITA)   | 30e                    |
| 34                                   | Alessandro Malaguti (ITA)  | AB                     |
| 35                                   | Manabu Ishibashi (JPN)     | AB                     |
| 36                                   | Antonio Nibali (ITA)       | AB                     |
| 37                                   | Riccardo Stacchiotti (ITA) | AB                     |
| 38                                   | Didier Chaparro (COL)      | AB                     |
| Directeur sportif : Stefano Giuliani |                            |                        |

| Southeast STH                     | Southeast STH           | Southeast STH |
| --------------------------------- | ----------------------- | ------------- |
| Num                               | Coureur                 | Pos           |
| 41                                | Matteo Busato (ITA)     | 21e           |
| 42                                | Giorgio Cecchinel (ITA) | 60e           |
| 43                                | Giuseppe Fonzi (ITA)    | 58e           |
| 44                                | Mauro Finetto (ITA)     | 11e           |
| 45                                | Jonathan Monsalve (VEN) | 31e           |
| 46                                | Simone Ponzi (ITA)      | AB            |
| 47                                | Mirko Tedeschi (ITA)    | AB            |
| 48                                | Elia Favilli (ITA)      | 29e           |
| Directeur sportif : Serge Parsani |                         |               |

| Équipe nationale d'Italie ITA      | Équipe nationale d'Italie ITA | Équipe nationale d'Italie ITA |
| ---------------------------------- | ----------------------------- | ----------------------------- |
| Num                                | Coureur                       | Pos                           |
| 51                                 | Nicola Bagioli (ITA)          | 51e                           |
| 52                                 | Filippo Fiorelli (ITA)        | 42e                           |
| 53                                 | Davide Gabburo (ITA)          | 10e                           |
| 54                                 | Andrea Garosio (ITA)          | 44e                           |
| 55                                 | Alberto Marengo (ITA)         | 43e                           |
| 56                                 | Jacopo Mosca (ITA)            | 46e                           |
| 57                                 | Simone Ravanelli (ITA)        | 45e                           |
| 58                                 | Filippo Zaccanti (ITA)        | 41e                           |
| Directeur sportif : Marino Amadori |                               |                               |

| Caja Rural-Seguros RGA CJR             | Caja Rural-Seguros RGA CJR | Caja Rural-Seguros RGA CJR |
| -------------------------------------- | -------------------------- | -------------------------- |
| Num                                    | Coureur                    | Pos                        |
| 61                                     | David Arroyo (ESP)         | 48e                        |
| 62                                     | Amets Txurruka (ESP)       | 5e                         |
| 63                                     | Antonio Molina (ESP)       | 49e                        |
| 64                                     | Hugh Carthy (GBR)          | 20e                        |
| 65                                     | Ángel Madrazo (ESP)        | 26e                        |
| 66                                     | Ricardo Vilela (POR)       | 27e                        |
| 67                                     | Omar Fraile (ESP)          | 1er                        |
| 68                                     | Miguel Ángel Benito (ESP)  | AB                         |
| Directeur sportif : Eugenio Goikoetxea |                            |                            |

| RusVelo RVL                        | RusVelo RVL                | RusVelo RVL |
| ---------------------------------- | -------------------------- | ----------- |
| Num                                | Coureur                    | Pos         |
| 71                                 | Ildar Arslanov (RUS)       | 50e         |
| 72                                 | Alexander Foliforov (RUS)  | AB          |
| 73                                 | Roman Kustadinchev (RUS)   | AB          |
| 74                                 | Artem Ovechkin (RUS)       | 53e         |
| 75                                 |                            |             |
| 76                                 | Alexander Rybakov (RUS)    | 38e         |
| 77                                 | Alexander Evtushenko (RUS) | 36e         |
| 78                                 | Petr Ignatenko (RUS)       | 28e         |
| Directeur sportif : Serhiy Honchar |                            |             |

| MG.Kvis-Vega VHS                    | MG.Kvis-Vega VHS              | MG.Kvis-Vega VHS |
| ----------------------------------- | ----------------------------- | ---------------- |
| Num                                 | Coureur                       | Pos              |
| 81                                  | Gian Marco Di Francesco (ITA) | 23e              |
| 82                                  | Matteo Occhialini (ITA)       | AB               |
| 83                                  | Raffaele Radice (ITA)         | AB               |
| 84                                  | Fabio Tuzi (ITA)              | AB               |
| 85                                  | Antonio Santoro (ITA)         | AB               |
| 86                                  | Emiliano Faieta (ITA)         | AB               |
| 87                                  |                               |                  |
| 88                                  |                               |                  |
| Directeur sportif : Maurizio Frizzo |                               |                  |

| Idea 2010 ASD IDE                 | Idea 2010 ASD IDE        | Idea 2010 ASD IDE |
| --------------------------------- | ------------------------ | ----------------- |
| Num                               | Coureur                  | Pos               |
| 91                                |                          |                   |
| 92                                |                          |                   |
| 93                                |                          |                   |
| 94                                | Mirko Torta (ITA)        | AB                |
| 95                                | Francesco Reda (ITA)     | 19e               |
| 96                                | Manuel Todaro (ITA)      | AB                |
| 97                                | Alessandro Mariani (ITA) | AB                |
| 98                                | Giacomo Peretto (ITA)    | AB                |
| Directeur sportif : Lavio Siviero |                          |                   |

| Unieuro Wilier UNI                  | Unieuro Wilier UNI       | Unieuro Wilier UNI |
| ----------------------------------- | ------------------------ | ------------------ |
| Num                                 | Coureur                  | Pos                |
| 101                                 | Davide Plebani (ITA)     | AB                 |
| 102                                 | Francesco Chesi (ITA)    | AB                 |
| 103                                 | Giovanni Pedretti (ITA)  | AB                 |
| 104                                 | Simone Petilli (ITA)     | 7e                 |
| 105                                 | Stefano Nardelli (ITA)   | 37e                |
| 106                                 | Sebastián Trillini (ARG) | AB                 |
| 107                                 | Marco Tecchio (ITA)      | 32e                |
| 108                                 |                          |                    |
| Directeur sportif : Andrea Giacomin |                          |                    |

| Amore & Vita-Selle SMP AMO            | Amore & Vita-Selle SMP AMO | Amore & Vita-Selle SMP AMO |
| ------------------------------------- | -------------------------- | -------------------------- |
| Num                                   | Coureur                    | Pos                        |
| 111                                   | Rostyslav Zhukovskyi (UKR) | AB                         |
| 112                                   | Volodymyr Fredyuk (UKR)    | AB                         |
| 113                                   | Yukinori Hishinuma (JPN)   | AB                         |
| 114                                   | Redi Halilaj (ALB)         | 56e                        |
| 115                                   | Rino Zampilli (ITA)        | AB                         |
| 116                                   | Volodymyr Kogut (UKR)      | AB                         |
| 117                                   |                            |                            |
| 118                                   |                            |                            |
| Directeur sportif : Maurizio Giorgini |                            |                            |

| Lokosphinx LOK                          | Lokosphinx LOK          | Lokosphinx LOK |
| --------------------------------------- | ----------------------- | -------------- |
| Num                                     | Coureur                 | Pos            |
| 121                                     | Evgeny Shalunov (RUS)   | 22e            |
| 122                                     | Sergey Vdovin (RUS)     | AB             |
| 123                                     | Alexander Vdovin (RUS)  | 55e            |
| 124                                     | Kirill Sveshnikov (RUS) | 14e            |
| 125                                     | Alexey Rybalkin (RUS)   | 34e            |
| 126                                     | Vasily Neustroev (RUS)  | AB             |
| 127                                     | Sergey Shilov (RUS)     | 9e             |
| 128                                     | Dmitriy Sokolov (RUS)   | 54e            |
| Directeur sportif : Alexander Kuznetsov |                         |                |

| Tirol TIR                           | Tirol TIR               | Tirol TIR |
| ----------------------------------- | ----------------------- | --------- |
| Num                                 | Coureur                 | Pos       |
| 131                                 | Lukas Pöstlberger (AUT) | 17e       |
| 132                                 | Stefan Praxmarer (AUT)  | 59e       |
| 133                                 | Mario Stock (AUT)       | AB        |
| 134                                 | Mario Schoibl (AUT)     | AB        |
| 135                                 | Patrick Schultus (AUT)  | 40e       |
| 136                                 |                         |           |
| 137                                 |                         |           |
| 138                                 | David Wöhrer (AUT)      | 39e       |
| Directeur sportif : Hannes Kapeller |                         |           |